# 117439 Рознер
117439 Рознер (117439 Rosner) — астероїд головного поясу, відкритий 13 січня 2005 року.
Тіссеранів параметр щодо Юпітера — 3,412.